# Smokey Wilson
Robert Lee "Smokey" Wilson (11 de julio de 1936 - 8 de septiembre de 2015) fue un guitarrista estadounidense de West Coast blues que desarrolló la mayor parte de su trayectoria profesional en la ciudad de Los Ángeles, California. Su carrera tuvo un inicio tardío y no alcanzó el reconocimiento internacional hasta la década de los 90.

## Biografía
Wilson nació en Glen Allan, una pequeña localidad del Condado de Washington (Misisipi)  y creció en Lake Village, Arkansas. Antes de mudarse a California en 1970, tocó con Roosevelt "Booba" Barnes, Big Jack Johnson y Frank Frost. En Los Ángeles abrió el Pioneer Club en el barrio de Watts, liderando además la banda del local. Entre los músicos que actuaron en su club se encontraban Big Joe Turner, Percy Mayfield, Pee Wee Crayton y Albert Collins. 
Wilson publicó sus primeros dos álbumes a finales de los 70 con Big Town Records y participó en el Festival de Blues de San Francisco en su edición de 1978. Su tercer álbum, 88th Street Blues, publicado en 1983 por Blind Pig Records, contó con la colaboración de Rod Piazza como armonicista, además de productor, y de Hollywood Fats a la guitarra rítmica. Wilson actuó en el Long Beach Blues Festival en 1980, 1981 y 1999. 
Smoke n' Fire (1993) y The Real Deal (1995) fueron los álbumes que le dieron reputación a un Wilson ya sexagenário.
Apareció en el especial de la cadena PBS,Three Generation of Blues, con Robert Cray y John Lee Hooker. Además fueron frecuentes sus apariciones en comerciales de televisión en cadenas como UPN y FOX, así como en un videoclip de Babyface.
Wilson falleció mientras dormía, en su domicilio de Los Ángeles el 8 de septiembre de 2015.

## Discografía
- Blowin' Smoke (1977), Big Town
- Sings the Blues (1978), Big Town
- 88th Street Blues (1983), Blind Pig
- With the William Clarke Band (1990), Black Magic
- Smoke n' Fire (1993), Bullseye Blues
- The Real Deal (1995), Bullseye Blues
- The Man from Mars (1997), Bullseye Blues
- Smokey Stack Lightnin' (1995), Vivid Sound
- Push (1999), P-Vine
- Ready to Roll (2003), con Andy T Band, Marble[6]